# Dog With a Blog
Dog With a Blog är amerikansk TV-serie som började sändas på Disney Channel den 12 oktober 2012 (den 13 april 2013 på danska, finska, norska och svenska Disney Channel). Serien handlar om två styvsyskon, Avery (Genevieve Hannelius) och Tyler (Blake Michael), som bor med Averys mamma Ellen (Beth Littleford) och Tylers pappa Bennett (Regan Burns) samt Tylers yngre syster Chloe (Francesca Capaldi). En dag adopterar familjen hunden Stan (Stephen Full). Men de visste inte att Stan kan prata och att han har en blogg. Bara Avery, Tyler och Chloe vet att han kan prata och tillsammans kämpar de för att bevara hemligheten så att föräldrarna inte får reda på det.
Serien sändes under tre säsonger.

## Karaktärerna
Avery Jennings (Genevieve Hannelius) är näst äldst och smartast av de alla förutom i matte. Hon är även väldigt omtänksam och hon brukar få råd av Stan angående relationsproblem med kompisar. Hon och Tyler drar inte alltid jämnt då hon gillar ordning och stör sig på att Tyler inte tar skolan på allvar. Hennes och Chloes relation är en typisk "syskonrelation" även om hon inte tillbringar så mycket tid med Chloe.
Tyler James (Blake Michael) är det äldsta syskonet och är bäst på matte trots att han inte gillar det. Han är skolans populäraste kille och vill upprätthålla ryktet genom att strunta i skolan vilket Avery stör sig på. Han och Stans relation är som om de vore bröder. De kan snacka om grejer som bara angår killar. Han är väldigt mån om sitt hår.
Chloe James (Francesca Capaldi) är familjens yngsta syskon. Hon är väldigt jobbigt att stå ut med och gör saker som hon inte borde göra som att till exempel spola ner en tennisboll i toaletten. Hon tillbringar mest tid med Stan och de gör allt tillsammans, som att spela, måla och leka. Genom seriens gång mognar hon och skaffar pojkvän.
Stan Mordecai James - (Stephen Full) är familjens hund och är speciell då han kan prata. Hunden som användes under inspelningarna är en Siberian husky. Han är väldigt smart, kan köra bil och dansa tango. Han och Ellen kommer inte alltid överens eftersom Ellen hatar hundar efter en incident med en tidigare hund. Efter att ha fått reda på det så blir han lugnare med henne.
Bennet James (Regan Burns) är familjens far och är en världskänd barnpsykolog som gett ut flera böcker där han använder barnen som rollfigurer. Han är väldigt egenkär men bryr sig om barnen och Ellen i alla fall.
Ellen Jennings (Beth Littleford) är familjens mor. Hon är också egenkär och är dålig på matlagning. Hon och Stan kom inte överens i början och de skaffade Stan mot hennes vilja. När de hade Halloweenfest och Stan var utklädd till en robot så berättade hon för roboten att hon inte gillade hundar efter att hon varit kompis med en hund som övergav henne.